# Asparuch
Asparuch, Isperich, Ispor, Esperich, Espererich, Aspar-chruk, Batij (bułg. Аспарух, Исперих, Испор, Есперих, Есперерих, Аспар-хрук, Батий) – chan protobułgarski, trzeci syn Kubrata, z rodu Dulo. Twórca Bułgarii naddunajskiej, którą władał w latach 681–701.

## Wódz Bułgarów
Wedle Imiennika chanów protobułgarskich rządził 61 lat, co pozwala ustalić początek jego panowania licząc wstecz od daty śmierci na rok 640. Zważywszy jednak na to, że liczby lat panowania pierwszych chanów podane w Imienniku mają charakter symboliczny (są bardzo wysokie: Awitochol – 300 lat, Irnik – 108 lub 150, Kubrat – 60, i są podzielne przez 12), a o poprzedniku Asparucha Batbajanie (Bezmerze) Imiennik informuje, że panował 3 lata, wielu historyków przyjmuje, że po śmierci Kubrata jego państwo przetrwało tylko owe 3 lata i rozpadło się pod uderzeniem Chazarów. Najazd Chazarów datuje się na rok 663 lub 668, odpowiednio więc śmierć Kubrata przypada na 660 lub nawet 665 rok. Po śmierci ojca władzę w państwie przejął, idąc za Imiennikiem, najstarszy syn, Bezmer lub Batbajan. Na ile realne było jego zwierzchnictwo nad czterema pozostałymi braćmi, trudno dzisiaj powiedzieć. Istnieją dane przemawiające za tym, że jeszcze przed najazdem chazarskim wybuchł konflikt między braćmi i że Wielka Bułgaria, osłabiona wewnętrznymi walkami, stanęła wobec inwazji Chazarów.
Asparuch niewątpliwie walczył z Chazarami nad Morzem Czarnym, uległ jednak ich przewadze i wraz ze swym ludem opuścił ziemie pierwszej Bułgarii, by szukać miejsca na drugą. Bracia rozproszyli się w różnych kierunkach: Kotrag na północ, poza tereny zajęte przez Chazarów, dwaj młodsi bracia na zachód: jeden osiedlił się ze swym ludem w państwie Awarów, drugi zawędrował jeszcze dalej – do Italii. Asparuch udał się w ślad za częścią swoich współplemieńców, którzy już od lat 50. VII wieku zaczęli osiedlać się nad Dunajem. Ponieważ ziemie te podlegały zwierzchnictwu kaganatu awarskiego, stoczył walki z Awarami, wypierając ich na zachód. Osiedlił się ze swym ludem w delcie Dunaju, zakładając obóz warowny na wyspie Pewka, nazwany najprawdopodobniej Ongyłem. Ormiański geograf z VII wieku Ananiasz Szirakaci tak pisze o wczesnych dokonaniach Asparucha: W Tracji są dwie góry i rzeki, z których jedną jest Dunaj. Dunaj dzieli się na sześć odnóg i tworzy jezioro oraz wyspę zwaną Pyuki (Pewka). Na wyspie tej mieszka Asparuch-Kruk, syn Kubrata, który uciekł przed Chazarami ze wzgórz Bułgarii i ścigał Awarów ku zachodowi. Osiadł w tym miejscu…

## Wojna z Bizancjum
Pojawienie się około 679 roku wielkich mas Bułgarów w rejonie delty Dunaju wywołało zrozumiały niepokój cesarza bizantyjskiego Konstantyna IV. Spotęgowały go uzyskiwane od wywiadowców informacje, że Bułgarzy przygotowują się do inwazji położonej na południe od Dunaju Dobrudży oraz że układają się ze Słowianami zamieszkującymi prowincję Mezję. Wiosną 680 roku Konstantyn IV wyprawił dwie armie. Jedną drogą lądową przez Trację w celu spacyfikowania Słowian, drugą drogą morską. Już na samym początku kampanii musiał osłabić swoje siły i pozostawić część wojsk dla obrony Tesaloniki przed spodziewanym atakiem na miasto chana Kubera. Można w tym fakcie dopatrywać się dywersji Asparucha na ziemiach Cesarstwa. Flota, przewożąca cesarza i wojska piesze, wylądowała na północ od delty Dunaju, natomiast jazda, która miała się połączyć z głównymi siłami, ugrzęzła w bagnach naddunajskich. Bułgarzy nie przyjęli walnej bitwy, zamykając się w swoim warownym obozie. Na dodatek bagienny klimat delty nadszarpnął zdrowie cesarza i Konstantyn z 7 okrętami odpłynął do Messembrii. W wojsku bizantyjskim rozeszła się pogłoska, że cesarz zbiegł. Wybuchła panika, której dowódcom nie udało się już opanować. Za uciekającymi wojskami bizantyjskim za Dunaj wtargnęli Bułgarzy i dotarli aż pod Warnę. Jeszcze w tym samym 680 roku Asparuch najechał Trację. W 681 cesarz Konstantyn IV zawarł pokój z Bułgarami, uznając ich osiedlenie się w Mezji i zobowiązując się ku hańbie Romejów – jak pisał bizantyjski kronikarz – do płacenia Asparuchowi rocznej daniny.

## Chan Bułgarii
Ziemie pomiędzy Dunajem a Starą Płaniną w chwili inwazji Bułgarów, choć nominalnie bizantyjskie, były zamieszkane w większości przez słowiańskie plemiona Siewierców i Siedmiu Rodów, w rękach greckich pozostawały głównie nadmorskie miasta. Oblicza się, że liczba Bułgarów, którzy z Asparuchem przekroczyli Dunaj w 680 roku, mogła wynosić około 50 tysięcy. Przesądziło to od razu o charakterze stosunków z plemionami zamieszkującymi te tereny. Bułgarzy po odparciu armii bizantyjskiej rozlokowali się, prawdopodobnie ze względów strategicznych, na północy, wysiedlając z Dobrudży i wschodniej części Dolnej Mezji Słowian. Ich liczebność nie pozwalała im na rozproszenie się po całym kraju. Asparuch podporządkował sobie najpierw plemię Siedmiu Rodów, a następnie podbił i zwasalizował Siewierców. O ile jednak plemię Siedmiu Rodów było zmuszone do uiszczania Bułgarom rocznego trybutu, Siewiercy byli, jak się zdaje, wolni od tej daniny. Rodzaj sojuszu, jaki Asparuch zawarł ze Słowianami, zobowiązywał plemię Siedmiu Rodów do obrony zachodniej granicy przed Awarami, a Siewierców do pilnowania przełęczy na południu. Asparuchowi przypisuje się też założenie pierwszej stolicy Bułgarii w Plisce. Pierwsza stolica państwa bułgarskiego została zlokalizowana również na północy, na wschód od Warny. Była pierwotnie obozem wojskowym otoczonym wałem ziemnym z drewnianą palisadą na szczycie, w którym ustawione zostały skórzane jurty.
W 685 roku Asparuch włączył do swojego państwa dolinę Timoku i zamieszkujące ją plemię Timoczan. W 688 roku następca Konstantyna IV, cesarz Justynian II, wznowił wojnę z Bułgarami i Słowianami. Działania wojenne prowadzone były w Tracji, a więc nominalnie na terytorium bizantyjskim, zalanym jednak na początku VII wieku przez Słowian. Justynianowi udało się przebić ze swoją armią do Tesaloniki i wysiedlić znaczne masy Słowian z okolic miasta do Azji Mniejszej. Asparuch zaatakował powracającą armię bizantyjską, lecz nie udało mu się jej rozbić. Zginął prawdopodobnie w 701 roku, wedle tradycji pochodzącej z XI wieku, w bitwie z Chazarami na północ od Dunaju. Jako data śmierci bywa też czasem podawany rok 695 (M. Moskow), 700 (J. Andriejew) lub 702 (T. Wasilewski).
Imię Asparuch jest pochodzenia tureckiego i oznacza ‘Biały Jeździec’.